# Mortoniodendron longipedunculatum
Mortoniodendron longipedunculatum är en malvaväxtart som beskrevs av Al.Rodr.. Mortoniodendron longipedunculatum ingår i släktet Mortoniodendron och familjen malvaväxter. Inga underarter finns listade i Catalogue of Life.